# ワンナイト・モーニング
『ワンナイト・モーニング』は、奥山ケニチによる日本の漫画作品。『ヤングキング』（少年画報社）にて2019年4号に読み切りとして掲載後、好評を得たことにより同年7号から連載中。ある男女が一夜を過ごす中で心と身体を交わせて、ささやかな朝ご飯をともにする群像劇。基本的に1話完結のオムニバスだが、過去のエピソードで登場したキャラクターが再登場しその後の関係を描く連作も存在する。2024年11月時点で累計部数が300万部を記録している。

## 書誌情報
- 奥山ケニチ『ワンナイト・モーニング』、少年画報社〈ヤングキングコミックス〉、既刊13巻（2025年4月28日現在）
  1. 2019年7月8日発売[6]、ISBN 978-4-7859-6464-1
  2. 2020年4月10日発売[7]、ISBN 978-4-7859-6648-5
  3. 2020年8月24日発売[8]、ISBN 978-4-7859-6735-2
  4. 2021年1月25日発売[9]、ISBN 978-4-7859-6849-6
  5. 2021年6月28日発売[10]、ISBN 978-4-7859-6925-7
  6. 2021年12月27日発売[11]、ISBN 978-4-7859-7057-4
  7. 2022年6月27日発売[12]、ISBN 978-4-7859-7157-1
  8. 2022年10月24日発売[13]、ISBN 978-4-7859-7245-5
  9. 2023年6月26日発売[14]、ISBN 978-4-7859-7417-6
  10. 2023年12月11日発売[15]、ISBN 978-4-7859-7550-0
  11. 2024年4月22日発売[16]、ISBN 978-4-7859-7637-8
  12. 2024年10月9日発売[17]、ISBN 978-4-7859-7779-5
  13. 2025年4月28日発売[18]、ISBN 978-4-7859-7914-0

## テレビドラマ
奥山ケニチの同名漫画を原作として、2022年8月5日から9月23日まで毎週金曜 23時00分 - 23時30分にWOWOWプライム・WOWOW 4Kでオムニバスドラマとして放送。さらに同日からWOWOWオンデマンドでも配信。

### あらすじ
- WOWOWオリジナルドラマ ワンナイト・モーニング#ストーリーを参照。

### キャスト

#### 第1話「梅干しのおにぎり」
- 村田涼太 - 上杉柊平[20]
- 真奈月千春 - 芋生悠[20]

#### 第2話「ハニートースト」
- 須藤道利 - 望月歩[20]
- リリー - 伊藤万理華[20]

#### 第3話「そうめん」
- 桃川航 - 栁俊太郎[20]
- 鬼ヶ島萌 - 浅川梨奈[20]

#### 第4話「牛丼」
- 旗本たまこ - 河合優実[20]
- 牛尾鉄平 - 藤原樹（THE RAMPAGE）[20]

#### 第5話「タマゴサンド」
- 宮川晴人 - 前田旺志郎[20]
- 岩本カナ - 池田朱那[20]

#### 第6話「カップラーメン」
- 小野寺小麦 - 川島海荷[20]
- 中村承 - 水沢林太郎[20]

#### 第7話「月見そば」
- 三津目詩織 - 石橋菜津美[20]
- 堀田誠 - 水間ロン[20]

#### 最終話「肉まん」
- 重松純 - 青木柚[20]（第1話 - 第7話）
- 満島穂乃果 - 筧美和子[20]
- 二階堂 - 夏子[21]

### スタッフ
- 原作 - 奥山ケニチ「ワンナイト・モーニング」（ヤングキング（少年画報社）連載中）
- 監督・撮影 - 柿本ケンサク
- 脚本 - 蛭田直美
- 音楽 - 愛印
- 本編ロゴデザイン - 関善之（VOLAGE inc.）
- 製作 - WOWOW、ダブル・フィールド

### 放送日程
| 各話   | 放送日  | サブタイトル     |
| ------ | ------- | ---------------- |
| 第1話  | 8月05日 | 梅干しのおにぎり |
| 第2話  | 8月12日 | ハニートースト   |
| 第3話  | 8月19日 | そうめん         |
| 第4話  | 8月26日 | 牛丼             |
| 第5話  | 9月02日 | タマゴサンド     |
| 第6話  | 9月09日 | カップラーメン   |
| 第7話  | 9月16日 | 月見そば         |
| 最終話 | 9月23日 | 肉まん           |